# 新潟県道20号見附中之島線
新潟県道20号見附中之島線（にいがたけんどう20ごう みつけなかのしません）は、新潟県見附市と長岡市を結ぶ県道（主要地方道）である。

## 概要
見附市柳橋町 - 長岡市中之島地区を通る新潟県道20号見附中之島線のルートは、見附市柳橋町 - 今町 - 長岡市（平成の大合併前は南蒲原郡中之島町）中之島（柳橋交差点 - 今町四交差点国道8号 - 今町交差点（十字交差点）（屈折） - 今町十字路交差点（屈折） - 今町一丁目交差点（今町大橋北詰）（屈折） - 中之島交差点（当時はT字型交差点）（今町大橋南詰）（屈折） - 中之島交差点（旧中之島町役場）現長岡市中之島支所）を通るクランク状のルートだった。
その後、見附市柳橋町 - 見附市上新田町（上新田北交差点）国道8号 - 上新田町（十字交差点）（屈折） - 今町交差点を結ぶ新しいルートが開通し、柳橋交差点 - 見附市上新田町（上新田北交差点）の区間は新潟県道20号見附中之島線に指定され、見附市上新田町（上新田北交差点）国道8号 - 上新田町（十字交差点）（屈折） - 今町交差点（十字交差点）を結ぶルートは見附市道として暫定開通する。以前のルート（柳橋交差点 - 今町四交差点）は新潟県道20号見附中之島線から見附市道に降格になった。
その後の新潟県道20号見附中之島線のルートは見附市上新田町（上新田北交差点） - 今町四交差点の区間は国道8号と重複し、今町四交差点（屈折） - 今町交差点（十字交差点）（屈折） - 今町十字路交差点（屈折） - 今町一丁目交差点（今町大橋北詰）（屈折） - 中之島交差点（当時はT字型交差点）（今町大橋南詰）（屈折） - 中之島交差点（旧中之島町役場）現長岡市中之島支所を通るルートだった。
今町大橋を渡る刈谷田川は屈曲部があり、流水の阻害となっていた。しかし、平成16年7月新潟・福島豪雨が発生し今町大橋の下流左岸で堤防が決壊し、中之島地区に甚大な被害をもたらした。刈谷田川災害復旧助成事業として、流水の阻害となっていた屈曲部の改良（旧河川埋戻し）および新河川のショートカット区間への工事が進められ、2009年（平成21年）8月31日に新河川へ通水された。
2006年（平成18年）5月から見附市上新田町（上新田北交差点）国道8号 - 上新田町（十字交差点） - 中之島大橋 - 中之島交差点（長岡市中之島支所前）を通るルートが計画され事業着手となる。
その後、何度かのルート変更を行い、2009年（平成21年）1月27日に中之島大橋（橋長114m）を含む中之島大橋東詰交差点 - 中之島交差点（長岡市中之島支所前）の1,052mが開通し、新潟県道20号見附中之島線に指定された。中之島大橋の開通により新潟県道20号見附中之島線のルートは、見附市柳橋町 - 見附市上新田町（上新田北交差点） - 国道8号と重複 - 今町四交差点（屈折） - 今町交差点（十字交差点）（屈折） - 今町十字路交差点（屈折） - 今町一丁目交差点（今町大橋北詰）（屈折） - 中之島大橋東詰交差点（国道8号方面側は未開通）（屈折） - 中之島大橋 - 中之島大橋西詰交差点（当時は中之島大橋西詰交差点から新潟県道498号長岡中之島見附線方面の取付部工事で通行止） - 中之島交差点（長岡市中之島支所前）となる。その後、中之島大橋西詰取付部に建設中だった中之島大橋西詰交差点（T字型交差点）が開通する。
2010年（平成22年）10月29日の15時に上新田町（十字交差点） - 中之島大橋東詰交差点の未供用区間250mが開通する。国道8号から中之島大橋を経由して長岡市中之島支所前に至る延長1,302mがすべて完成した。開通と同時に見附市上新田町（上新田北交差点）国道8号 - 中之島大橋東詰交差点は新潟県道20号見附中之島線に指定され、ルートは、見附市柳橋町 - 見附市上新田町（上新田北交差点）国道8号 - 上新田町（十字交差点） - 中之島大橋東詰交差点 - 中之島大橋 - 中之島大橋西詰交差点 - 中之島交差点（旧中之島町役場）現長岡市中之島支所となりほぼ直線となった。
このうち、今町四交差点 - 今町交差点（十字交差点）（屈折） - 今町十字路交差点（屈折） - 今町一丁目交差点（今町大橋北詰）の区間は見附市道に降格となる。また、今町大橋を通る中之島大橋東詰交差点 - 今町一丁目交差点（今町大橋北詰）の区間も新潟県道20号見附中之島線の指定をはずされ、新潟県道165号見附分水線、新潟県道498号長岡中之島見附線※一部重複 の路線になる。その後、今町大橋の撤去工事のため2011年（平成23年）11月11日まで通行止となる。今町大橋の撤去後、旧今町大橋部分の旧河川部の埋め立て、取り付け道路の工事が完了し2011年（平成23年）11月11日15時に開通した。

### 路線データ
- 起点：見附市本町2丁目（本町二丁目交差点、新潟県道8号長岡見附三条線・新潟県道19号見附栃尾線交点）
- 終点：長岡市中野西字曽根乙13番４[2]（国道403号交点）

## 歴史
- 1993年（平成5年）5月11日 - 建設省から、県道見附中之島線が見附中之島線として主要地方道に指定される[3]。

## 路線状況

### 重複区間
- 新潟県道498号長岡中之島見附線（長岡市中之島 地内）

### 道路施設
- 道の駅パティオにいがた

## 地理

### 通過する自治体
- 見附市
- 長岡市

### 交差する道路
- 新潟県道8号長岡見附三条線・新潟県道19号見附栃尾線（見附市本町2丁目・本町二丁目交差点、起点）
- 新潟県道242号七軒町見附線（見附市本町）
- 新潟県道108号見附停車場線（見附市本所・本所交差点）
- 国道8号（見附市上新田町・上新田北交差点）
- 新潟県道165号見附分水線（長岡市中之島中之島大橋東詰交差点）
- 新潟県道498号長岡中之島見附線（長岡市中之島）
- 新潟県道498号長岡中之島見附線（長岡市中之島・中之島大橋西詰交差点）
- 国道403号（長岡市中野西、終点）